# 俞寰澄
俞寰澄（1881年10月27日—1967年4月29日），名凤韶，号任庐，男，浙江德清人，中国民主革命家、实业家、银行家，中国民主建国会的创始人之一。

## 生平
俞寰澄是浙江德清新市镇人，生于清朝光绪七年九月五日（1881年10月27日）。光绪二十六年（1900年），他到吴兴南浔镇求学，结识了梁希、张静江。毕业后，他同张静江、张澹如兄弟经营珠宝。光绪三十一年（1905年），他和张静江到法国巴黎开展珠宝业务。在巴黎，他结识了孙中山并加入中国同盟会。
辛亥革命爆发后，宣统三年十一月二日（1911年），他随陈其美、李燮和在上海攻打江南制造局不克。陈其美遂进入该局策反张楚宝，却遭到羁押。俞寰澄、杨谱生请闸北警察署署长陈汉钦增援，终于攻克江南制造局，陈其美获救。1911年12月，他被浙江军政府都督汤寿潜任命为湖州军政分府主任。
民国元年（1912年），他当选为浙江省议会议员、民元国会众议院议员。民国五年（1916年），他在北京担任中国银行副总裁。民国六年（1917年），段祺瑞政府废除《中华民国临时约法》。俞寰澄遂辞去中国银行副总裁一职务，到广州参加孙中山的护法运动。护法运动失败后，他脱离中国国民党，转而从商。他和朋友在上海开办华商证券交易所，并任该所理事，他还开办了恒大金号。
抗日战争爆发后，他曾躲避于香港，后来回上海，此后又曾住在南田（今浙江省三门县）农村。抗日战争胜利后，他回到上海，参与发起成立中国民主建国会，并任该会常务理事。他还开办了新建证券号，并任上海市证券商业同业公会理事长。他还曾任江南造纸公司董事长、东南信托银行董事、招商局业务部负责人、浙江省政府财务委员、禁烟督察处副处长等职。民国三十七年（1948年），他因活动受到国民党政府监视，经上海中共地下党安排，和黄炎培等人离开上海到达香港。
中华人民共和国成立后，他先后在上海、北京任职，曾历任中国人民政治协商会议第一届全体会议代表、上海市政协委员、第一至三届全国人大代表、浙江省人民政府委员、中国民主建国会中央常务委员兼纪律检查委员等职。1962年，他曾回到故乡新市探亲访友。1967年4月29日，他在北京病逝，享年86岁。

## 著作
- 《金银问题》
- 《管子之统制经济》
- 《中国经济改进的途径》